# Okres Jihlava
Jihlava (Duits: Iglau) is een district (Tsjechisch: Okres) in de Tsjechische regio Vysočina. De hoofdstad is Jihlava. Het district bestaat uit 123 gemeenten (Tsjechisch: Obec). Sinds 1 januari 2007 horen de gemeenten Brtnička, Hrutov en Kněžice, die eerst bij de okres Třebíč hoorden, bij dit district. Meziříčko ging van dit district over naar de okres Žďár nad Sázavou.

## Lijst van gemeenten
De obce (gemeenten) van de okres Jihlava. De vetgedrukte plaatsen hebben stadsrechten. De cursieve plaatsen zijn steden zonder stadsrechten (zie: vlek).
Arnolec - Batelov - Bílý Kámen - Bítovčice - Bohuslavice - Borovná - Boršov - Brtnice - Brtnička - Brzkov - Cejle - Cerekvička-Rosice - Černíč - Čížov - Dlouhá Brtnice - Dobronín - Dobroutov - Dolní Cerekev - Dolní Vilímeč - Doupě - Dudín - Dušejov - Dvorce - Dyjice - Hladov - Hodice - Hojkov - Horní Dubenky - Horní Myslová - Hostětice - Hrutov - Hubenov - Hybrálec - Jamné - Jersín - Jezdovice - Ježená - Jihlava - Jihlávka - Jindřichovice - Kalhov - Kaliště - Kamenice - Kamenná - Klatovec - Kněžice - Knínice - Kostelec - Kostelní Myslová - Kozlov - Krahulčí - Krasonice - Lhotka - Luka nad Jihlavou - Malý Beranov - Markvartice - Měšín - Milíčov - Mirošov - Mrákotín - Mysletice - Mysliboř - Nadějov - Nevcehle - Nová Říše - Olšany - Olší - Opatov - Ořechov - Otín - Panenská Rozsíčka - Panské Dubenky - Pavlov - Plandry - Polná - Puklice - Radkov - Rančířov - Rantířov - Rohozná - Rozseč - Růžená - Rybné - Řásná - Řídelov - Sedlatice - Sedlejov - Smrčná - Stáj - Stará Říše - Stonařov - Strachoňovice - Střítež - Suchá - Svojkovice - Šimanov - Švábov - Telč - Třešť - Třeštice - Urbanov - Ústí - Vanov - Vanůvek - Vápovice - Velký Beranov - Větrný Jeníkov - Věžnice - Věžnička - Vílanec - Volevčice - Vyskytná nad Jihlavou - Vysoké Studnice - Vystrčenovice - Záborná - Zadní Vydří - Zbilidy - Zbinohy - Zdeňkov - Zhoř - Zvolenovice - Žatec - Ždírec
Havlíčkův Brod · Jihlava · Pelhřimov · Třebíč · Žďár nad Sázavou